# Eveliina Määttänen
Eveliina Viola Aurora Määttänen (* 1. September 1995 in Kerava) ist eine finnische Leichtathletin, die im Sprint und Hürdenlauf sowie im Mittelstreckenlauf an den Start geht.

## Sportliche Laufbahn
Erste Erfahrungen bei internationalen Meisterschaften sammelte Eveliina Määttänen beim Europäischen Olympischen Jugendfestival (EYOF) 2011 in Trabzon, bei dem sie mit 2:12,21 min in der Vorrunde im 800-Meter-Lauf ausschied. 2013 schied sie bei den Junioreneuropameisterschaften in Rieti mit 59,49 s im Halbfinale im 400-Meter-Hürdenlauf aus und belegte mit der finnischen 4-mal-100-Meter-Staffel in 47,18 s den siebten Platz. 2015 schied sie dann bei den U23-Europameisterschaften in Tallinn mit 59,37 s im Semifinale über 400 m Hürden aus, wie auch zwei Jahre darauf bei den U23-Europameisterschaften in Bydgoszcz mit 58,07 s. 2022 startete sie im 800-Meter-Lauf bei den Weltmeisterschaften in Eugene und schied dort mit 2:02,68 min in der Vorrunde aus. Anschließend kam sie auch bei den Europameisterschaften in München mit 2:03,66 min nicht über den Vorlauf hinaus. Im Jahr darauf wurde sie bei der 1. Liga der Team-Europameisterschaft im Rahmen der Europaspiele in Chorzów in 2:00,79 min Vierte und zuvor siegte sie in 2:01,95 min bei den Kuortane Games. Im August schied sie bei den Weltmeisterschaften in Budapest mit 1:59,81 min im Halbfinale aus. 2024 kam sie bei den Hallenweltmeisterschaften in Glasgow mit 2:02,57 min nicht über den Vorlauf über 800 Meter hinaus und im Juni schied sie bei den Europameisterschaften in Rom mit 2:01,49 min im Halbfinale aus. Anschließend schied sie bei den Olympischen Sommerspielen in Paris mit 2:00,38 min in der Hoffnungsrunde aus.
2025 erreichte sie bei den Halleneuropameisterschaften in Apeldoorn das Halbfinale über 800 Meter und schied dort mit 2:03,04 min aus. Zuvor verbesserte sie in Erfurt den finnischen Hallenrekord über diese Distanz auf 2:01,55 min.
2019 wurde Määttänen finnische Meisterin im 400-Meter-Hürdenlauf und 2022 über 800 Meter. 2020 wurde sie zudem Hallenmeisterin im 400-Meter-Lauf sowie 2022 über 800 Meter.

## Persönliche Bestleistungen
- 400 Meter: 54,04 s, 28. Juni 2024 in Vaasa
  - 400 Meter (Halle): 55,09 s, 26. Januar 2019 in Wien
- 600 Meter: 1:27,12 min, 23. Mai 2023 in Jyväskylä (finnischer Rekord)
- 800 Meter: 1:59,59 min, 2. Juni 2024 in Stockholm
  - 800 Meter (Halle): 2:01,55 min, 31. Januar 2025 in Erfurt (finnischer Rekord)
- 400 m Hürden: 58,07 s, 15. Juli 2017 in Bydgoszcz